# Obrona Krzyża Nowohuckiego

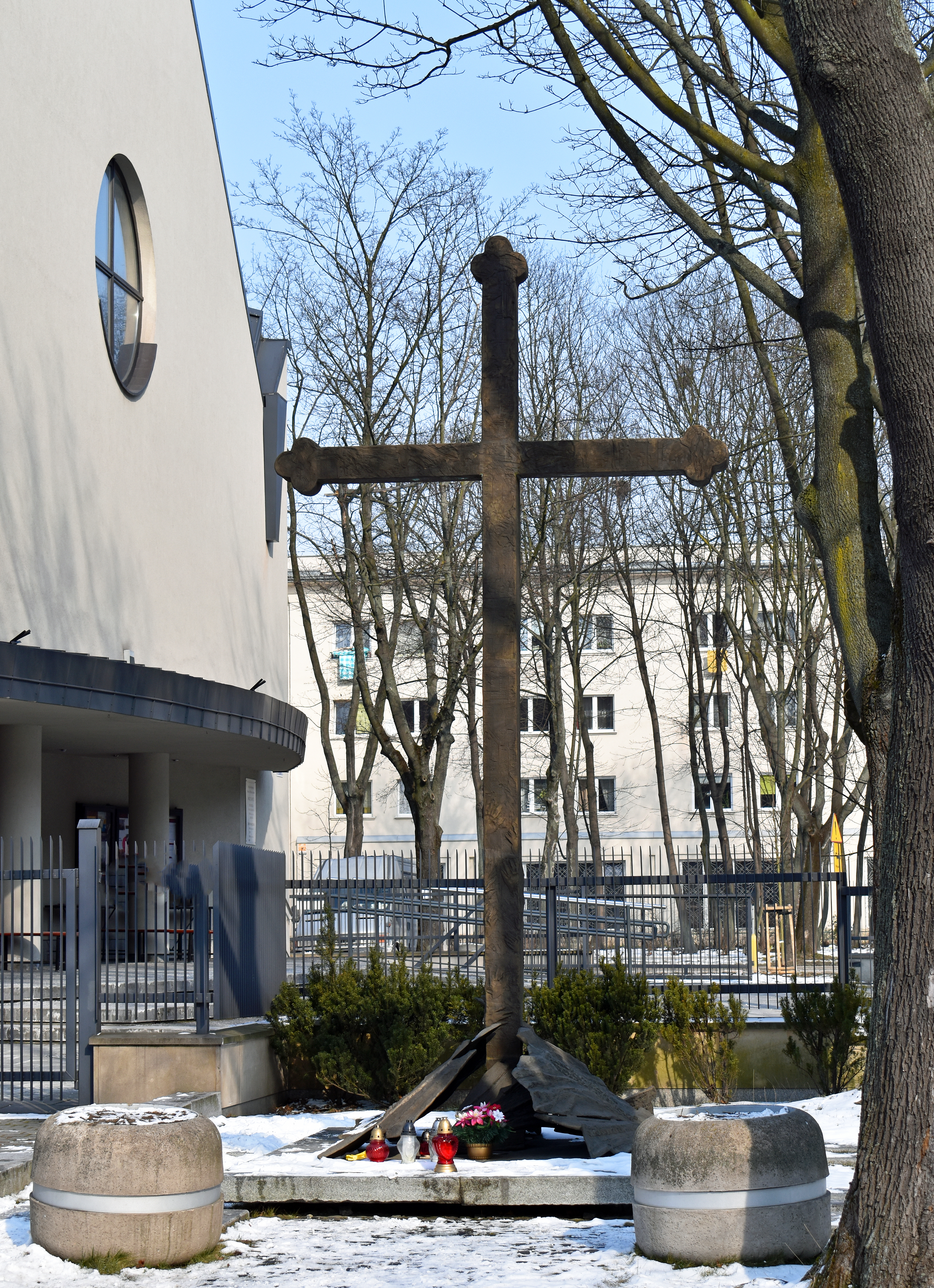
Pomnik Krzyża Nowohuckiego przed Kościołem Najświętszego Serca Pana Jezusa

Obrona Krzyża Nowohuckiego, wypadki nowohuckie – zamieszki, jakie wybuchły w Nowej Hucie 27 kwietnia 1960 roku w związku z decyzją władz o usunięciu krzyża z Osiedla Teatralnego.

## Tło wydarzeń
W planach budowy Nowej Huty, jako programowego miasta socjalistycznego, nie przewidziano miejsca na kościół. W 1956 roku, przed odwilżą październikową, mieszkańcy wystosowali do władz dwie petycje w tej sprawie (z odpowiednio 7 i 12 tysiącami podpisów), które pozostały bez odpowiedzi. Po zmianach w kierownictwie PZPR, Władysław Gomułka na spotkaniu z delegacją parafian zapewnił, że dla partii budowa kościoła nie jest żadnym problemem. Utworzono Komitet Budowy Kościoła, a parafianie rozpoczęli zbieranie składek. W miejscu budowy (rozpoczęto prace ziemne) postawiono drewniany krzyż.
Kres reform oraz zaostrzenie polityki wobec Kościoła sprawił, że w październiku 1959 roku cofnięto pozwolenie na budowę. Wkrótce oskarżono Komitet o zagarnięcie gruntów, a pieniądze ze składek skonfiskowano. Dyrekcja Budowy Osiedli Robotniczych zadecydowała o budowie szkoły na terenie przeznaczonym pod kościół i skierowała pismo w tej sprawie do kurii. W odpowiedzi z 22 kwietnia 1960 roku biskup Karol Wojtyła stwierdził, że krzyż stał się obiektem kultu i jego usunięcie byłoby złamaniem prawa kanonicznego, na dodatek obrażającym uczucia wiernych. W związku z tym, na konferencjach w Komitecie Miejskim PZPR i w Dzielnicowej Radzie Narodowej, postanowiono krzyż usunąć.

## Obrona krzyża
27 kwietnia, około 8.30, na Osiedle Teatralne przyjechała ekipa robotników z zadaniem usunięcia krzyża, do czego jednak nie dopuściły osoby obserwujące działania robotników. Ludzie obstawili krzyż, aby nie dopuścić do jego demontażu. Według danych milicji o godzinie 11.00 pod krzyżem stało około tysiąca osób, które śpiewały pieśni patriotyczne i religijne. Sytuację cały czas obserwowali przybywający na miejsce zdarzenia funkcjonariusze milicji, ZOMO i SB.
Około 14.00 milicjanci przystąpili do rozpraszania tłumu (około dwóch tysięcy osób) przy użyciu m.in. gazu łzawiącego. O 14.00 w Hucie im. Lenina pracę zakończyła pierwsza zmiana i część z pracowników dołączyła do manifestujących. Doszło do starć (na jezdni stawiano barykady z ławek), które rozszerzyły się również poza Osiedle Teatralne. Napór tłumu zmusił ZOMO do wycofania armatki wodnej. Do Nowej Huty ściągano kolejnych funkcjonariuszy, odłączono telefony, a następnie prąd dla linii tramwajowej Nowa Huta – Kraków. Światło zgasło w całej dzielnicy. Drogi zostały zablokowane. Manifestujący zaatakowali siedzibę Rady Narodowej. Mieszkańcy spontanicznie organizowali pomoc dla uczestników starć, m.in. zrzucając z okien opatrunki i ukrywając w mieszkaniach poszukiwanych.
W związku z sytuacją władze do akcji wezwały także wojsko. O 19.50 pułkownik Żmudziński zarządził alarm dla wszystkich komend MO w Krakowie. Aby złamać opór protestujących milicja rozpoczęła masowe łapanki, aresztując wszystkich znajdujących się w pobliżu miejsca zdarzeń; przeszukiwano bramy, piwnice, strychy i klatki schodowe. Strzelano do uciekających manifestantów. W obronie manifestujący przewrócili i podpalili milicyjny gazik; atakowano też strażaków, którzy próbowali gasić płonącą Radę Narodową. O 22.45 postawiono w stan gotowości jednostki milicyjne w 12 miastach wojewódzkich. Do Krakowa przyleciał specjalny samolot z przedstawicielami PZPR. Do opanowania zamieszek wysłano oddziały milicji z Katowic, Kielc, Tarnowa i Rzeszowa. Po 23.00 ZOMO opanowało Nową Hutę. Około północy pod krzyżem ponownie zebrał się tłum, liczący do 5 tysięcy osób. Tym razem jednak milicji szybko udało się go rozproszyć. Nocą w całej dzielnicy trwały aresztowania podejrzanych o udział w starciach.
W ciągu następnych dni pod krzyż podchodziły kolejne manifestacje.

## Po wydarzeniach
Brak jest rzetelnych danych co do liczby osób poszkodowanych w wyniku starć. Dyskusyjna jest również kwestia ofiar śmiertelnych, choć na podstawie zeznań świadków można przypuszczać, że takowe były. Nie wiadomo, kto wydał rozkaz strzelania do manifestantów, a także jaką odpowiedzialność za przebieg wydarzeń ponosi Zenon Kliszko, który przyleciał specjalnym samolotem z Warszawy.
Według danych milicji, w czasie wydarzeń 15 funkcjonariuszy zostało ciężko rannych, a 181 poturbowanych. Użyto dwóch armatek wodnych i 1200 sztuk środków chemicznych. W akcji między 20.00 a 24.00 brało udział 500 funkcjonariuszy. Według niepewnych informacji oddano 140 strzałów. Aresztowano około 500 osób (w tym 50 nieletnich), z czego 87 dostało wyroki więzienia, a 119 ukarano grzywną. W następstwie wydarzeń wiele osób straciło pracę. Represje obejmowały nieraz nawet tych, którzy nie brali udziału w wydarzeniach, a np. tylko robili zdjęcia czy opatrywali rannych. Liczbę osób poszkodowanych ze strony demonstrantów szacuje się na kilkaset. Wielu ludzi z obawy przed konsekwencjami nie zgłosiło się do szpitali.
Informacje o zamieszkach zamieściły tylko niektóre gazety lokalne, określając ich uczestników jako grupy chuliganów lub też fanatyków religijnych. Przemilczano informacje o jakichkolwiek ofiarach zdarzeń. Po dwóch tygodniach do Nowej Huty przyjechał Władysław Gomułka, który podczas przemówienia w Hucie im. Lenina określił uczestników zajść jako „resztki antyspołecznych szumowin, które dały o sobie znać w gorszących chuligańskich ekscesach”. Miał też krzyczeć: „to cały kraj wypruwa sobie żyły, a wy urządzacie zamieszki i chcecie budować kościoły?!”.
Pomimo kampanii wszczętej przez władze, krzyż pozostał na swoim miejscu. 27 kwietnia 1991 roku uchwałą Rady Miasta Krakowa nazwę ulicy W. Majakowskiego zmieniono na Obrońców Krzyża.